# 寂静寺
寂静寺（じゃくじょうじ）は、広島県三原市本郷にある浄土真宗本願寺派の寺院。
山号は実相山。1549年創設。11代住職は元勧学寮頭。現住職は第14代目豊水正見。

## 歴史
- 天文18年（1549年）　開基祐圓が真宗道場を建立し、初代住職となる
- 寛永8年（1631年）　寺地を現在地に移し、本願寺より山号、寺号を『実相寺寂静寺』と願い受ける
- 明和7年（1770年）　猛火により寺院焼失、その後再建
- 文化8年（1811年）　字を嵩山・豐水と号す
- 寛政7年（1795年）　本堂再建
- 明治14年（1881年）　山門新築
- 大正7年（1918年）　勝友得度披露記念法要
- 大正12年5月1日〜3日　道振和上百回忌法要
- 昭和8年11代楽勝和上の勧学昇進を記念し、昭和10年4月　慶讃法要
- 昭和16年　梵鐘・五具足・外陣吊り灯籠を戦時に供出
- 昭和24年　蓮如上人450回遠忌並びに12代勝友住職継職法要記念事業
- 昭和52年　13代勝道住職継職法要
- 平成元年9月6日　即如ご門主ご巡教並びに記念飢樹松・本堂畳裏替え
- 平成10年11月8日　蓮如上人500回遠忌・副住職披露法要記念事業
- 平成26年4月5日　13代住職継職法要実施

## 歴代住職
- 初代　祐圓

1549年寂静寺創設
- 第2代　教西
- 第3代　圓智

寺地を現在地に移す
- 第4代　順惠
- 第5代　順故
- 第6代　称界（別名普厳）
- 第7代　雲基

備後国金丸村の西福寺より入寺し、本堂天井等の普請を調える。
- 第8代　道振

寺庭に学寮「教学堂」を設け、寺院子弟を教育。明治19年（1886年）9月、本願寺より勧学職を拝命。
- 第9代　雲臺

司教に進む。万延元年没。
- 第10代　裂網
- 第11代　楽勝

裂網の長男。1876年生まれ。仏教大学（現在の龍谷大学）考究院卒業後、同大学講師・教授となり子弟の教育にあたる。大正9年司教、昭和8年4月勧学職を拝命。昭和20年勧学寮頭に就任。昭和30年8月27日没。墓碑は寂静寺、大谷本廟双方に存在。
- 第12代　勝友

法務の傍ら社会福祉活動（人権擁護委員、保護司）を長年務める。昭和54年勲五等瑞宝章叙勲、没後正六位追贈。
- 第13代　勝道

勝友の長男。平成26年4月まで住職。長男は現住職。長女は西福寺 (福山市新市町)現坊守。次女は極楽寺 (下関市)現坊守。
- 第14代　正見

勝道の長男。平成26年4月より現住職。

## 住職著書
- 豊水楽勝『念仏往生の核心』（南部真宗教社、1921年1月）ASIN: B008YAZM9C